# Nicole (Chileense zangeres)
Nicole, geboren als Denisse Lillian Laval Soza (Santiago, 19 januari 1977), is een Chileens zangeres, actief in het Latingenre. Daarnaast heeft ze ook in enkele films meegespeeld.
Haar eerste album, Tal vez me estoy enamorando werd uitgebracht in 1989, toen ze twaalf jaar oud was, en was een lokale hit. Het in 1997 uitgebrachte album Sueños en tránsito bracht haar succes in Latijns-Amerika. Om haar carrière een zetje te geven, verhuisde ze eerst naar Mexico en vervolgens naar Miami, alwaar ze ontdekt werd door de muziekproducent Bruno del Granado, die haar aan een contract hielp bij Madonna's Latijnse muzieklabel Maverick Música.

## Discografie
- Tal vez me estoy enamorando (1989)
- Esperando nada (1994)
- Sueños en tránsito (1997)
- Viaje infinito (2002)
- Apt. (2006)
- 20 años (2011)

- International Standard Name Identifier: 0000 0000 7757 8346
- Library of Congress Control Number: n2010014367
- MusicBrainz: 330e16fb-be7d-4b39-834d-d83b4c62a71a
- Virtual International Authority File: 107938731
- WorldCat: E39PBJm4XJk48DYY9YgfjhGGpP